# Port de Théodosie
Le port de Théodosie est un port maritime de la Mer Noire.

## Histoire
Le port était, en 2004, le septième port d'Ukraine avec un trafic de 5 334 700 tonnes, mais de seulement 1 365 000 tonnes l'année suivante. En décembre 2023 une frappe de missiles ukrainiens touche le port et détruit le navire de débarquement russe Novotcherkassk.

## Infrastructures et installations
Il est relié à la gare de Théodosie.